# Elysius suffusa
Elysius suffusa är en fjärilsart som beskrevs av James John Joicey och Talbot 1916. Elysius suffusa ingår i släktet Elysius och familjen björnspinnare. Inga underarter finns listade i Catalogue of Life.